# Ervipiame
Ervipiame (Chivipane, Cibipane, Hierbipiane, Huvipane, Hyerbipiame, Yerbipiame, Yrbipia), pleme američkih Indijanaca poznato od 1673. godine, kada žive na području sjeveroistočne Coahuile, Meksiko, kraju nastanjenom bandama Coahuiltecan Indijanaca, prema čemu se računa da su njihovog porijekla. Godine 1675. susreće ih ekspedicija Bosque-Larios (predvode je Fernando del Bosque i Juan Larios) koja prelazi rijeku Rio Grande i odlazi u smjeru Edwards Plateaua. Godine 1698. nalaze se na misijama sjeveroistočne Coahuile. Odavde će izbjeći na teksašku stranu, a 1707. godine nalaze se u središnjem Teksasu, na Rancheriji Grande de los Ervipiames, gdje postaju dominantna grupa među Coahuiltecan-izbjeglicama. Godine 1722. utemeljena je misija San Francisco Xavier de Náxara u San Antoniju za Ervipiame s Rancherije Grande. Njihovo naselje blizu misije postalo je poznato kao Ervipiame suburb. Nakon što se njihova misija ujedinila s misijom San Antonio de Valero, vračaju se na Rancheriju Grande i udružuju s plemenima Tonkawa, Mayeye i Yojuane. Za ove Tonkawe utemeljena je 1748. misija San Francisco Xavier de Horcasitas na rijeci San gabriel blizu Rockdalea, a Ervipiame su među njima. Nešto kasnije u 18. stoljeću njihovo ime sve se rjeđe spominje, pa se pretpostavlja da su s Tonkawa plemenima izgubili identitet. Ervipiame se često navode kao Tonkawan govornici, no njihovo porijeklo bez sumnje je coahuiltecansko. Tonkawa Indijanci danas pod imenom Tonkawa žive u Oklahomi i kao Titskanwatitch u Teksasu.